# Йосафат (Гуторович)
Йосафат Гуторович гербу Гутор (пол. Jozafat Hutorowicz herbu Hutor; 1657 — 1702) — василіянинн, титулярний архієпископ смоленський Руської Унійної Церкви.

## Життєпис
Народився в шляхетській сім'ї Андрія та Єлисавети Гуторовичів. Навчався в Папській колегії у Вільні (отримав звання бакалавра (1680) і магістра (1682) з філософії). Висвячений на священника і був проповідником у василіянському монастирі у Вітебську. Після трьох років праці, продовжив студії у Папській грецькій колегії св. Атанасія в Римі (19 червня 1685 — 16 липня 1687). Здобув докторат з філософії. Працював у Жировицькому монастирі, а згодом був настоятелем у Вільні.
У 1690—1697 роках був секретарем Василіянського Чину. 1693 р. разом з о. Ґедеоном Шумлянським, ЧСВВ опрацював список чудес, які сталися у відпустовому Марійському центрі в Борунах (опублікований у книзі Льва Кишки, «Morze łask i szczodrobliwości Boskich», Супрасль 1712, с. 31–33).
Номінований на смоленського архієпископа і висвячений в сан 1697 року. Помер у 1702.